# Hữu Phước
Hữu Phước (24 tháng 7 năm 1935–21 tháng 2 năm 1997) là một nghệ sĩ cải lương tài danh của Việt Nam trước 1975. Ông từng đoạt Giải Thanh Tâm xuất sắc năm 1965, một giải thưởng sân khấu danh giá nhất thời bấy giờ. Ông là thân phụ của 2 nữ nghệ sĩ Hương Lan và Hương Thanh.

## Thân thế
Ông tên thật là Henry Trần Quang, sinh năm 1932 tại Châu Thành, Sóc Trăng. Cha ông Trần Quang Cảnh, làm Trưởng tòa cho chính quyền Pháp ở Nam Kỳ. Mẹ ông là Tám Kiều. Gia đình ông theo đạo Công giáo và có quốc tịch Pháp.

## Sự nghiệp
Sớm chịu ảnh hưởng của song thân (thân phụ là nhạc sĩ cổ nhạc đờn vĩ cầm tài tử, thân mẫu là một nữ nghệ sĩ trong gánh hát Thầy Thuốc Minh ở Sóc Trăng), lại có năng khiếu âm nhạc, từ năm 1954, ông đã bắt đầu sự nghiệp ca hát tại quán Họa Mi thuộc khu Đại Thế Giới, do nghệ sĩ Năm Cần Thơ làm chủ. Nhạc sĩ Mười Lương (chồng nghệ sĩ Năm Cần Thơ) là người thầy đầu tiên huấn luyện, đào tạo ông. Chính nghệ sĩ Mười Lương là người đã đặt nghệ danh Hữu Phước cho ông.
Tháng 2 năm 1955, ông lập gia đình, sau đó lên Đà Lạt tiến thân. Ông được ông Phan Văn Bản tức Ba Bản, bầu gánh Thủ Đô, chủ hãng đĩa Hoành Sơn, thu nhận vào làm việc với chức vụ thư ký riêng và phụ trách kỹ thuật thu âm. Trong một lần tình cờ, ông Ba Bản cho ông ca thử giọng và sau đó quyết định cho ông thu âm vào đĩa nhựa (loại đĩa quay 78 vòng) một số bài vọng cổ do hãng dĩa Hoành Sơn sản xuất.
Tháng 9 năm 1955, Đài Phát thanh Đà Lạt thành lập tại Hotel du Parc, ông và nhạc sĩ Hai Ngưu phụ trách ban văn nghệ trên Đài. Cuối năm 1955, ông trở lại Sài Gòn, gia nhập gánh Kim Thoa do nữ nghệ sĩ Kim Thoa làm bầu gánh. Trong vụ ném lựu đạn đoàn hát Kim Thoa ngày 19 tháng 12 năm 1955, ông may mắn chỉ bị thương nhẹ.
Khi đoàn Kim Thoa tan rã, ông chuyển sang hát cho Đài Pháp Á. Được sự tiến cử của nghệ sĩ Út Bạch Lan, ông gia nhập đoàn Thanh Minh – Năm Nghĩa bắt đầu thành danh sự nghiệp với vai diễn Văn Khiết trong vở "Đứa con hai dòng máu" của soạn giả Lê Khanh.
Sau năm 1975, do có quốc tịch Pháp, nên ông cùng gia đình di cư sang Pháp. Năm 1986, ông đứng ra quy tụ những nghệ sĩ cải lương đang định cư tại Pháp để làm sống lại nghệ thuật cải lương ở hải ngoại. Tuy nhiên, ý định của ông không thành công.
Ông qua đời ngày 21 tháng 2 năm 1997 tại Paris, Pháp.

## Giải thưởng tiêu biểu
- 1965: Giải thưởng Thanh Tâm – Huy chương vàng – Diễn viên xuất sắc nhất (qua vai bác sĩ Vũ trong tuồng Đôi mắt người xưa của Nguyễn Phương)

## Các vai diễn nổi bật

### Cải lương và audio
- Ảo ảnh Châu Bích Lệ
- Áo cưới trước cổng chùa
- Bông hồng cài áo
- Chuyện tình Lan và Điệp (vai ông Tú)
- Con gái chị Hằng (vai cậu Tư Kiên)
- Đôi nhân tình khùng
- Đôi mắt người xưa (vai bác sĩ Vũ)
- Đời cô Nga
- Hoa Mộc Lan (vai Lý Quảng)
- Mặt trận ái tình
- Nắm cơm chan máu
- Nắng chiều trên sông Dịch
- Nắng sớm mưa chiều (vai Nguyễn Văn Thiện)
- Ngôi nhà ma (vai Tâm)
- Người đẹp Bạch Hoa thôn (vai Hà Lâm)
- Người vợ không bao giờ cưới/Sơn nữ Phà Ca (vai Mộng Long)
- Ni cô Diệu Thiện (vai Nguyên soái)
- Nửa bản tình ca
- Nửa đời hương phấn (vai Cang)
- Sông dài (vai Hai Tất)
- Tấm lòng của biển (vai Tấn)
- Phụng Kiều Lý Đáng

### Ca cổ
- Ánh trăng sau mành trúc
- Châu Bích Lệ (Tác giả: Thu An)
- Cánh chim non (Tác giả: NSND Viễn Châu)
- Chim vịt kêu chiều (Tác giả: NSND Viễn Châu)
- Dưới cổng trường làng (Tác giả: Quy Sắc)
- Đã lỡ rồi (Tác giả: Quy Sắc)
- Đội gạo đường xa (Tác giả: Kiên Giang)
- Đời vũ nữ (Tác giả: NSND Viễn Châu)
- Khóc Thanh Nga (Sáng tác: NS Hữu Phước)
- Hai giòng máu (Sáng tác: NSND Viễn Châu)
- Lá bàng rơi (Sáng tác: NSND Viễn Châu)
- Lệ rơi trong mái tranh nghèo (Tác giả: Song Giang)
- Lòng mẹ
- Lá úa chiều thu (Tân nhạc: Huỳnh Anh; cổ nhạc: NSND Viễn Châu)
- Mật đắng (Tác giả: Thế Châu)
- Mười năm tái ngộ (Tân nhạc: Thanh Sơn; cổ nhạc: NSND Viễn Châu)
- Mục tử ca chiều
- Nấu bánh đêm xuân (Tác giả: Quy Sắc)
- Nắm xương tàn (Tác giả: Quy Sắc)
- Nỗi buồn con gái (Tân nhạc: Thu Hồ; cổ nhạc: Hà Triều - Hoa Phượng)
- Nhớ mẹ (Tác giả: NSND Viễn Châu)
- Quán nửa khuya (Tân nhạc: Tuấn Khanh - Hoài Linh; cổ nhạc: Yên Lang)
- Tàu đêm năm cũ (Tân nhạc: Trúc Phương; cổ nhạc: NSND Viễn Châu)
- Tía em má em (Tân nhạc: Văn Lương; cổ nhạc: Xuyên Vân Tử)
- Tâm sự chàng bán than (Tác giả: Hoàng Khâm)
- Tiền (Tác giả: NSND Viễn Châu)
- Tìm đá mạ vàng (Tác giả: Kiên Giang)
- Trúc Lan Phương Tử (Tác giả: NSND Viễn Châu)
- Tình là dây oán (Tác giả: NSND Viễn Châu)
- Trang Tử gõ bồn ca (Tác giả: NSND Viễn Châu)
- Xin đừng nhắc chuyện ngày xưa (Tân nhạc: Song Ngọc; cổ nhạc: Kiên Giang)

## Đời tư
Gia đình Hữu Phước còn có nhiều nghệ sĩ nổi tiếng như:
- Hương Lan (con gái)
- Hương Thanh (con gái)
- Steve Tran (con trai út)